# Theophanu-Kreuz

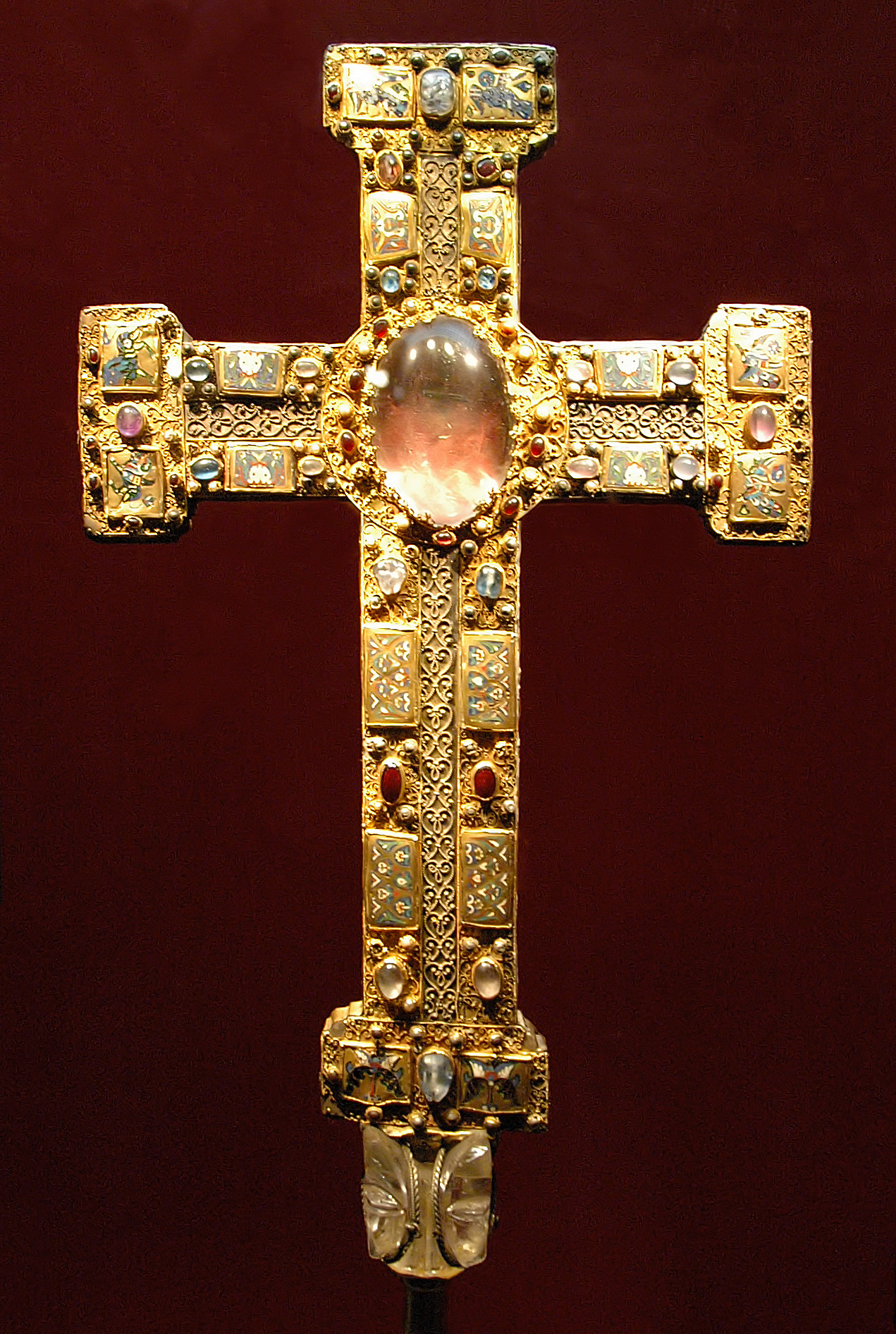
Theophanu-Kreuz, Essener Domschatz

Das Theophanu-Kreuz ist eines der vier ottonischen Vortragekreuze aus dem Essener Domschatz und gehört zu den bedeutendsten Goldschmiedearbeiten seiner Zeit. Es wurde gestiftet von der Essener Äbtissin Theophanu, die von 1039 bis 1058 amtierte.

## Beschreibung
Die Grundform bildet ein auf dem Knauf eines ägyptischen Bergkristallfläschchens aufmontiertes lateinisches Kreuz von 44,5 cm Höhe und 30 cm Breite mit einem Zedernholzkern, der beidseitig und an den Kanten verkleidet ist. An den Seitenkanten befand sich einst eine auf vergoldetem Silber angebrachte, heute weitgehend verlorene Inschrift, die Theophanu als Stifterin auswies. Aus den Fragmenten lässt sich zumindest ein Teil sinnvoll zu folgendem Text ergänzen: EDITA REGALE GENERE NOBILIS ABBATISSA THEOPHANU HOC SIGNUM DEDIT („Dieses Zeichen hat die aus königlichem Geschlecht stammende, edle Äbtissin Theophanu gestiftet“). Die Kreuzenden, deren innere Ecken abgerundet sind, werden durch querrechteckige Krücken abgeschlossen. Auf der Vierung der Vorderseite befindet sich ein großer, ovaler Bergkristall, hinter dem zwei in rotem Samt gebettete Kreuzpartikel als Reliquien eingeschlossen sind. Der Kristall ist auf eine runde mit Perlen, Juwelen und Filigranen verzierte Platte aufgelegt, welche über die Vierung hinausreicht und somit eine Erweiterung der Kreuzmitte bildet. Das Kreuz ist mit zwei an den Kanten entlangführenden, im Wechsel von Emailplatten und gefassten Steinen auf Filigran gebildeten Bändern in hochwertigster Ausführung verziert, ein schmaler mit Filigranarbeit belegter Mittelstreifen ist freigelassen. Auf den Krücken sind jeweils zwei gleichfalls mit Edelsteinen, Perlen und Filigranen geschmückte Emailplättchen beidseitig eines Steines angeordnet. Die insgesamt 18 Emailplättchen können in drei Gruppierungen eingeteilt werden: Die erste Gruppe, gebildet aus den insgesamt acht Plättchen der Krücken, bildet stilisierte Tiere und Pflanzen ab, deren natürliche Vorlagen nur dem orientalischen Raum entstammen können. Die sechs auf Kreuzbalken und -stamm aufgebrachten Täfelchen zeigen indessen Flechtbandmuster. Die dritte Gruppe schließlich, bestehend aus den vier in einem Wechselspiel von Zellen- und Grubenschmelzverfahren gefertigten Bildflächen, stellt ein Schuppenmuster dar. Die Rückseite ist mit einer vergoldeten, gravierten Kupferplatte beschlagen, die in Kreismedaillons mittig das Brustbild des Pantokrators sowie an den Kreuzenden die Evangelistensymbole zeigt.

## Geschichte
Anhand der fragmentarisch erhaltenen Inschrift ist Theophanu als Stifterin des Kreuzes auszumachen. Zu denken wäre wohl an eine Gegenstiftung zu dem bereits unter ihrer Vorgängerin Mathilde entstandenen sogenannten Kreuz mit den großen Senkschmelzen. Eine genaue Datierung der Stiftung durch Theophanu innerhalb ihres Abbatiates ist kaum möglich, jedoch sinnvollerweise als mit der Weihe der Münsterkrypta von 1051 oder aber der Hochaltar-Weihe 1054 in Zusammenhang stehend anzunehmen. Eine neuere Datierung Beuckers' geht demgegenüber von einem früheren Zeitraum zwischen 1040 und 1045 aus; die Entstehungszeit der Emails wird mit 980/90 bzw. der ersten Hälfte des 11. Jahrhunderts vermutet.
Neuere Forschungen zeigen, dass einige der 18 Emailplättchen einmal zur Goldenen Madonna gehört haben müssen. Dabei werden die sechs leicht kreisförmigen Emails auf Kreuzbalken und oberem Kreuzstamm gemeinsam mit den vier Plättchen des ebenfalls von Theophanu gestifteten Kreuznagel-Reliquiars wohl ehemals Bestandteile des Nimbus der Madonna gewesen sein. Aus der gleichen Produktion stammen auch die vier sog. Transennenemails am unteren Kreuzstamm, die ursprünglich vermutlich am Sockel oder Thron der Figur angebracht waren. Die acht an den Kreuzenden angebrachten Plättchen sind dagegen möglicherweise einer qualitätvollen byzantinischen Werkstatt zuzuordnen oder aber als exakte Kopien derselben anzusehen.

## Einordnung
Das Theophanu-Kreuz unterscheidet sich in seiner Gestaltung deutlich von seinen beiden älteren Vorgängern, dem Otto-Mathilden-Kreuz und dem Kreuz mit den großen Senkschmelzen, insbesondere durch das Verhältnis der Kantenrahmung zum Binnenkreuz: Diente die Kantengestaltung bei letzteren noch der Auszeichnung des Binnenbereichs, so kommt ihr beim Theophanu-Kreuz das Hauptgewicht zu. Auch in der Gesamtform wird die Reduktion der Kreuzenden fortgesetzt, welche bereits bei dem Kreuz mit den großen Senkschmelzen als Verflächung anklingt. Am auffälligsten ist allerdings die Hervorhebung der Kreuzvierung durch den großen ovalen Bergkristall, der die Kreuzreliquien durchscheinen lässt und so dem Theophanu-Kreuz hinsichtlich seines Reliquiarcharakters den anderen Essener Vortragekreuzen gegenüber eine besondere Vorrangstellung einräumt. Das Prinzip der als Spolien wiederverwendeten, sich mit edelstein- und perlenbesetzten Filigranfeldern abwechselnden Emailplättchen ist gleichfalls dem Kreuz mit den großen Senkschmelzen entlehnt, jedoch beim Theophanu-Kreuz wesentlich großzügiger angelegt. So treten die Filigranfelder gegenüber den Emails zurück und werden gleichsam eher zu Füllformen der Zwischenräume. Die Emails geben die Breite der Kantenrahmung vor und lassen das Binnenkreuz nur mehr wie einen Mittelstreifen erscheinen, der zudem durch eine Belegung mit silbernem Filigran farblich abgestuft wird. Hier nun kehrt sich das Konzept der beiden älteren Essener Kreuze mit ihrer Betonung des Binnenkreuzes geradezu um. Dennoch ist auch beim Theophanu-Kreuz der Binnenbereich Träger einer inhaltlichen Belegung, da sein flächenfüllendes, symmetrisches Filigranmuster aus gefüllten Herzblüten gebildet wird, deren Figuration sich von dem Filigran der Goldenen Madonna ableiten lässt.
Das in Theophanus Auftrag angefertigte Kreuz ist mit dem Kreuznagel-Reliquiar stilistisch recht eng verwandt, was sich bereits aus der Tatsache erklärt, dass beide Werke gemeinsam mit dem Theophanu-Evangeliar auf dieselbe Stifterin zurückgehen. So bilden die drei Stücke, die höchstwahrscheinlich alljährlich an Karfreitag an Christi statt in das Ostergrab auf der Westempore des Münsters gelegt und in der Osternacht wieder erhoben wurden, eine durch formale Übernahmen als Gruppe gekennzeichnete Einheit. Das farbliche Nebeneinander von Gold- und Silberperlen kennzeichnet das Kreuz und das Dreierensemble insgesamt. Die der Madonnenplastik entnommenen und sowohl im Theophanu-Kreuz als auch dem Kreuznagel-Ostensorium weiterverarbeiteten Emails treten insofern als Kontinuität und Legitimation vermittelnde Elemente auf, als sie weiterhin die Zierde zur Verwendung im Rahmen der Essener Stiftsliturgie bestimmter sakraler Gegenstände bilden.